# Ахтерберг, Геррит
Геррит Ахтерберг (нидерл. Gerrit Achterberg, 20 мая 1905, Лангбрук, провинция Утрехт — 17 января 1962, Лёсден, провинция Утрехт) — нидерландский поэт.

## Биография
Родился в кальвинистской семье. В 1924 году окончил педагогическое училище в Утрехте и начал карьеру учителя, преподавал в Утрехте и Гааге. В 1925 году опубликовал за собственный счёт крошечную первую книгу стихов (в соавторстве). После разрыва с возлюбленной из-за непримиримых разногласий с её отцом Ахтерберг угрожал покончить с собой, у него появились симптомы слабого психоза. Психоз обострился в 1937 году, когда Ахтерберг застрелил из ружья свою домохозяйку и ранил её шестнадцатилетнюю дочь (с обеими он состоял в любовных отношениях и намеревался после двух выстрелов покончить с собой, но оружие дало осечку). Был помещён в психиатрическую клинику, за шесть лет сменил их несколько. В 1946 женился на подруге ранней юности, родителями которой был прежде отвергнут; ребёнок от этого брака прожил лишь несколько часов.
Умер от инфаркта за рулем автомобиля, в котором только что вернулся домой из Амстердама.

## Творчество
Культивировал строгую форму (рифму, строфику, сонет). Мотивы поэзии Ахтерберга - романтические и экзистенциалистские (жажда полноты, страх, стыд, вина), его поэтика эволюционирует от экспрессионизма к сюрреализму.

## Произведения
- 1925 — De zangen van twee twintigers
- 1931 — Afvaart
- 1939 — Eiland der ziel
- 1940 — Dead end
- 1941 — Osmose
- 1941 — Thebe
- 1944 — Eurydice
- 1944 — Morendo
- 1944 — Sintels
- 1946 — Energie
- 1946 — Existentie
- 1946 — Limiet
- 1946 — Radar
- 1946 — Sphinx
- 1946 — Stof
- 1947 — Doornroosje
- 1947 — En Jezus schreef in 't zand
- 1949 — Hoonte
- 1949 — Sneeuwwitje
- 1950 — Mascotte
- 1953 — Ballade van de gasfitter
- 1953 — Cenotaaph
- 1953 — Ode aan Den Haag
- 1954 — Autodroom
- 1957 — Spel van de wilde jacht
- 1961 — Vergeetboek
- 1969 — Blauwzuur

## Признание
Поэтическая премия Амстердама (1949, 1954), премия П. К. Хофта (1949), премия К.Хёйгенса (1959). Ряд стихотворений Ахтерберга положен на музыку нидерландскими композиторами (Петер Схат, Маргрит Элен и др.).
В Утрехте с 1999 года действует Институт Геррита Ахтерберга, c 2001 года издаётся ежегодник, посвященный его творчеству.

## Публикации на русском языке
- Из современной нидерландской поэзии. - М.: Прогресс, 1977
- Во имя жизни: Зарубежные поэты о мире. - Москва: Правда, 1984
- «Ода Гааге» и другие стихотворения / Пер. с голл., сост., предисл. и примеч. И.Михайловой, А.Пурина. – СПб.: Филологический факультет СПбГУ, 2007